# Manuel Jiménez Rodríguez
Manuel Jiménez Rodríguez   (Sevilla, 14 de desembre de 1941 - Vigo, 5 de desembre de 2021) va ser un futbolista espanyol de les dècades de 1960 i 1970. Posteriorment es canvià els cognoms esdevenint Manuel Otero Jiménez.

## Trajectòria
La seva gran semblança física amb l'humorista Miguel Gila feu que fos conegut amb el sobrenom de filomatic, per un anunci de televisió que l'humorista feia aquell temps anunciant fulles d'afaitar.
Va néixer al barri de Triana de Sevilla dins d'una família d'ètnia gitana. Jugà a diversos clubs del barri fins que ingressà al Triana Balompié, club filial del Betis. Amb 17 anys marxà a la SD Emeritense, club amb el qual ascendí a Tercera Divisió. Ascendí al primer equip del Reial Betis, però mai tingué continuïtat en l'equip, passant per múltiples cessions: Ayamonte CF, Algeciras CF on realitzà el servei militar, CE Constància d'Inca a Segona Divisió i Jerez Deportivo.
La temporada 1966-67 signà pel CD Badajoz, on realitzà una gran temporada. El FC Barcelona es fixà en ell i acabà fitxant-lo l'any 1967, però davant la gran competència a la seva posició amb homes com Carles Rexach o Quimet Rifé, que li impediren debutar en lliga, provocà que durant el mercat d'hivern de la temporada 1968-69 fos cedit al Celta de Vigo. Al club gallec jugà fins a la temporada 1974-75 a gran nivell, arribant a jugar la Copa de la UEFA la campanya 1971-72. El març de 1976 fitxà pel Girona FC, però en el seu primer partit es trencà el tendó d'Aquil·les, acabant la seva carrera futbolística.
Un cop retirat fou entrenador de diversos clubs modestos gallecs.

## Palmarès
- Copa espanyola:
  - 1967-68